# Sydney Anicetus Charles
Sydney Anicetus Charles CBE (* 17. April 1926 in St. Joseph; † 4. September 2018) war ein trinidadischer Geistlicher und Bischof des Bistums Saint George’s in Grenada.

## Leben
Sydney Anicetus Charles besuchte das Gymnasium (St. Mary’s College) in Port of Spain. Nach den Examina (A-Levels) im Jahre 1944 arbeitete er in Tunapuna in der örtlichen Dienststelle der britischen Kolonialverwaltung. 1947 trat er in das der Benediktinerabtei Mount St. Benedict in Tunapuna angeschlossene Priesterseminar des Erzbistums Port of Spain ein und studierte Philosophie und Theologie. Am 7. März 1954 empfing er die Priesterweihe.
Von 1954 bis 1960 war Sydney Charles Kaplan in San Juan, Arima und Chaguanas. Von 1960 bis 1971 war er Pfarrer in Carapichaima und in Arima. Erzbischof Gordon Anthony Pantin CSSp ernannte ihn 1971 zum Generalvikar des Erzbistums Port of Spain.
Papst Paul VI. ernannte ihn am 18. November 1974 zum Bischof von Saint George’s in Grenada. Erzbischof Gordon Anthony Pantin spendete ihm am 26. Januar 1975 die Bischofsweihe; Mitkonsekratoren waren Patrick Webster OSB, Erzbischof von Castries, und Benedict Singh, Bischof von Georgetown.
Am 10. Juli 2002 nahm Papst Johannes Paul II. sein altersbedingtes Rücktrittsgesuch an.
Sydney Anicetus Charles starb am 4. September 2018. Er wurde in der Krypta der Immaculate Conception Cathedral in Saint George’s beigesetzt.